# Ansgar Evensen
Ansgar Evensen (18 aprile 2000) è un fondista norvegese.

## Biografia
Evensen, attivo dal novembre del 2016, ai Mondiali juniores di Lahti 2019 ha vinto la medaglia d'argento nella sprint e a quelli di Oberwiesenthal 2020 la medaglia d'oro nella medesima specialità; sempre in sprint in Coppa del Mondo ha esordito il 4 marzo 2020 a Drammen (39º) e ha ottenuto il primo podio il 19 gennaio 2024 a Oberhof (2º). Ai Mondiali di Trondheim 2025, sua prima presenza iridata,  si è classificato 7º nella sprint; non ha preso parte a rassegne olimpiche.

## Palmarès

### Mondiali juniores
- 2 medaglie:
  - 1 oro (sprint a Oberwiesenthal 2020)
  - 1 argento (sprint a Lahti 2019)

### Coppa del Mondo
- Miglior piazzamento in classifica generale: 42º nel 2024
- 3 podi (individuali):
  - 3 secondi posti